# Daria Panenkova
Daria Serguéievna Panenkova (en ruso: Дарья Сергеевна Паненкова; Moscú, 8 de diciembre de 2002) es una patinadora artística sobre hielo rusa. Campeona de la prueba de Grand Prix Júnior en Letonia en 2017.

## Carrera
Comenzó a patinar en el año 2006, su primer entrenadora fue Natalia Gavriolva y desde 2016 comenzó a ser entrenada por Eteri Tutberidze en el club Sambo 70 en Moscú.
Finalizó en quinto lugar en el Campeonato de Rusia de 2017 en nivel júnior. Su debut internacional fue en el Trofeo de Sofía en 2017, donde ganó la medalla de oro. Su debut en las pruebas de Grand Prix Júnior fue en septiembre de 2017 en Letonia, donde ganó la medalla de oro. Con una medalla de plata en su segunda prueba, calificó a la final del Grand Prix Júnior en Nagoya, Japón, donde obtuvo el quinto lugar. En el Campeonato de Rusia de 2018 en nivel sénior, obtuvo el octavo lugar. En enero de 2018 compitió en el Campeonato de Rusia en nivel júnior, donde se ubicó en la quinta posición.

### Programas
|           | Programa corto                                                                                | Programa libre                      | Exhibición |
| --------- | --------------------------------------------------------------------------------------------- | ----------------------------------- | ---------- |
| 2018-2019 | Skyfall de Adele                                                                              | You're Not From Here de Lara Fabian |            |
| 2017-2018 | While the Trees Sleep de David Nevue y I Dreamed a Dream de Idina Menzel y Lea Michele (Glee) | Ne me quitte pas de Celine Dion     |            |

### Resultados detallados
- Las mejores marcas personales aparecen en negrita

| Temporada 2018-2019        |                                 |        |                |                |           |
| Fecha                      | Evento                          | Nivel  | Programa corto | Programa libre | Total     |
| 19–23 de diciembre de 2018 | Campeonato de Rusia 2019        | sénior | 18 53.63       | 17 114.15      | 18 167.78 |
| 2–4 de noviembre de 2018   | Grand Prix de Finlandia 2018    | Sénior | 6 58.23        | 9 103.25       | 6 161.48  |
| 26–28 de octubre de 2018   | Skate Canada International 2018 | Sénior | 11 51.41       | 6 117.13       | 9 168.54  |

| Temporada 2017-2018        |                                          |        |                |                |          |
| Fecha                      | Evento                                   | Nivel  | Programa corto | Programa libre | Total    |
| 23–26 de enero de 2018     | Campeonato de Rusia Júnior de 2018       | Júnior | 7 68.34        | 5 133.14       | 5 201.48 |
| 21–24 de diciembre de 2017 | Campeonato de Rusia de 2018              | Sénior | 7 69.83        | 7 132.14       | 8 201.97 |
| 7–10 de diciembre de 2017  | Final del Grand Prix Júnior de 2017-2018 | Júnior | 5 65.65        | 5 125.51       | 5 191.16 |
| 4–7 de octubre de 2017     | [Grand Prix Júnior de 2017 en Polonia    | Júnior | 2 65.64        | 1 130.91       | 2 196.55 |
| 6–9 de septiembre de 2017  | Grand Prix Júnior de 2017 en Letonia     | Júnior | 1 66.65        | 2 119.15       | 1 185.80 |
| Temporada 2016-2017        |                                          |        |                |                |          |
| Fecha                      | Evento                                   | Nivel  | Programa corto | Programa libre | Total    |
| 8–12 de febrero de 2017    | Trofeo de Sofía de 2017                  | Júnior | 1 69.33        | 1 128.04       | 1 197.37 |
| 1–5 de febrero de 2017     | Campeonato de Rusia Júnior de 2017       | Júnior | 7 64.34        | 5 128.18       | 5 192.52 |